# Aulocyathus matricidus
Espèce
Statut CITES
Aulocyathus matricidus est une espèce de coraux appartenant à la famille des Caryophylliidae.